# Miniaturisation
La miniaturisation est la création de produits mécaniques, optiques ou électroniques et de leurs dispositifs à des échelles de plus en plus petites.
La base de beaucoup de miniaturisation est la production dès la fin des années 1940, des transistors qui remplacent les tubes électroniques et dès la fin des années 1950, des circuits intégrés.

## Étapes
Lors de leur miniaturisation, les appareils passent fréquemment par les étapes suivantes :
- fixe ;
- portatif ;
- portable :
  - à l'épaule, sur le dos ou à la ceinture, exemple : ordinateur portable,
  - en poche, exemples : calculatrice de poche, montre de poche, téléphone portable, appareil photographique,
  - au poignet ou à la cheville, exemples : montre bracelet, bracelet électronique.

## Exemples
- Téléphone :
  - Le premier téléphone portatif fut inventé par un américain en 1919. Il était composé d’une antenne faite de trois cylindres de cuivre d’une hauteur supérieure à 50 cm chacun, d’un boîtier, d’un casque et d’un récepteur[1].
  - Le premier téléphone portable fut mis sur le marché par NTT en 1978[1].
- Ordinateur : les premiers ordinateurs construits à la fin des années 1940, l’ENIAC et le Manchester Mark I, remplissaient une salle de plusieurs mètres carrés, pesaient plusieurs tonnes et comportaient des milliers de tubes électroniques[1]. Depuis, les ordinateurs ont évolué en postes de travail posés sur un bureau, en portatifs, en portables puis en ordinateurs de poche.
- Poste de radio
- Vidéoprojecteur > picoprojecteur
- Tubes fluorescents > lampes fluorescentes[2].

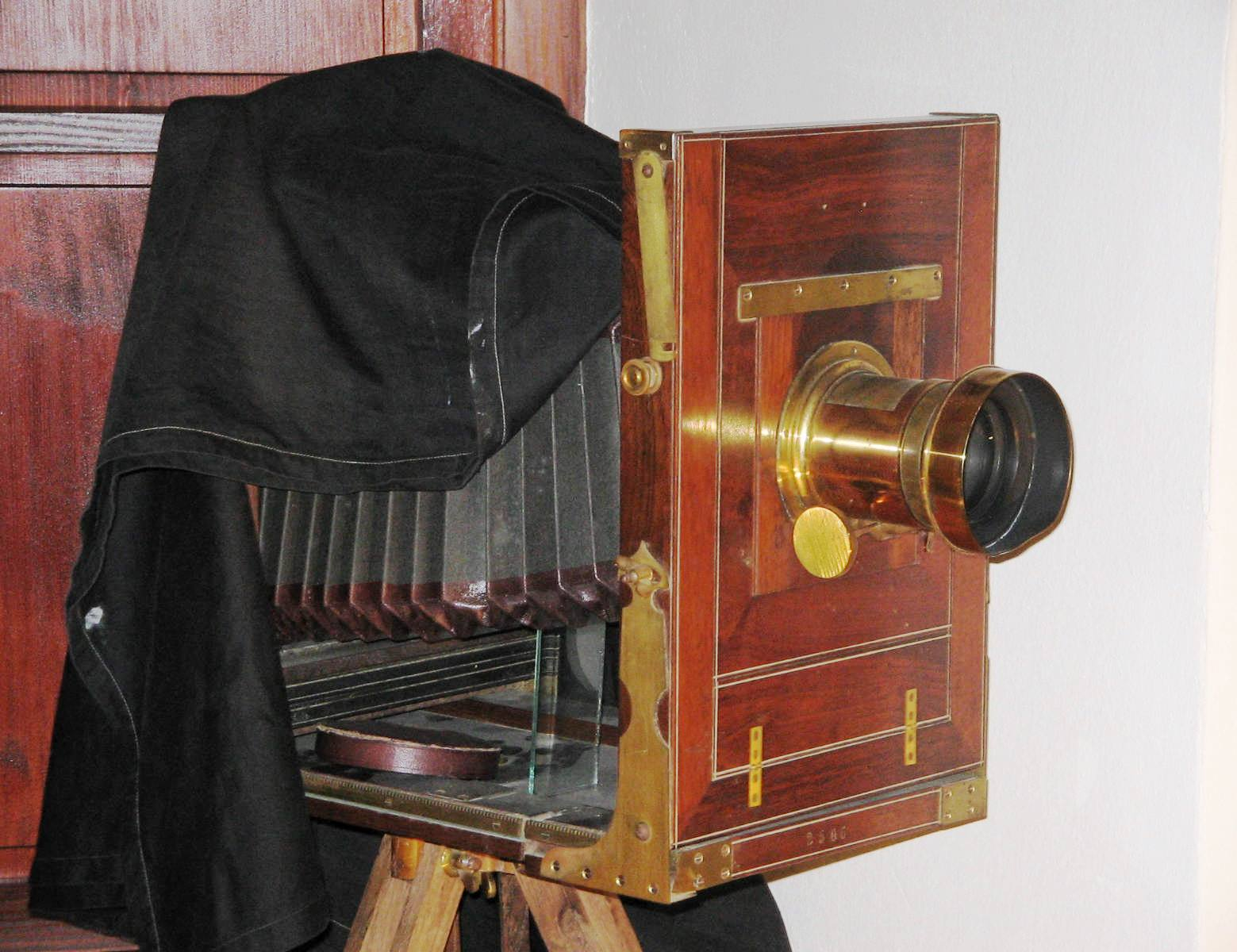
Chambre photographique grand format, fin du XIXe siècle
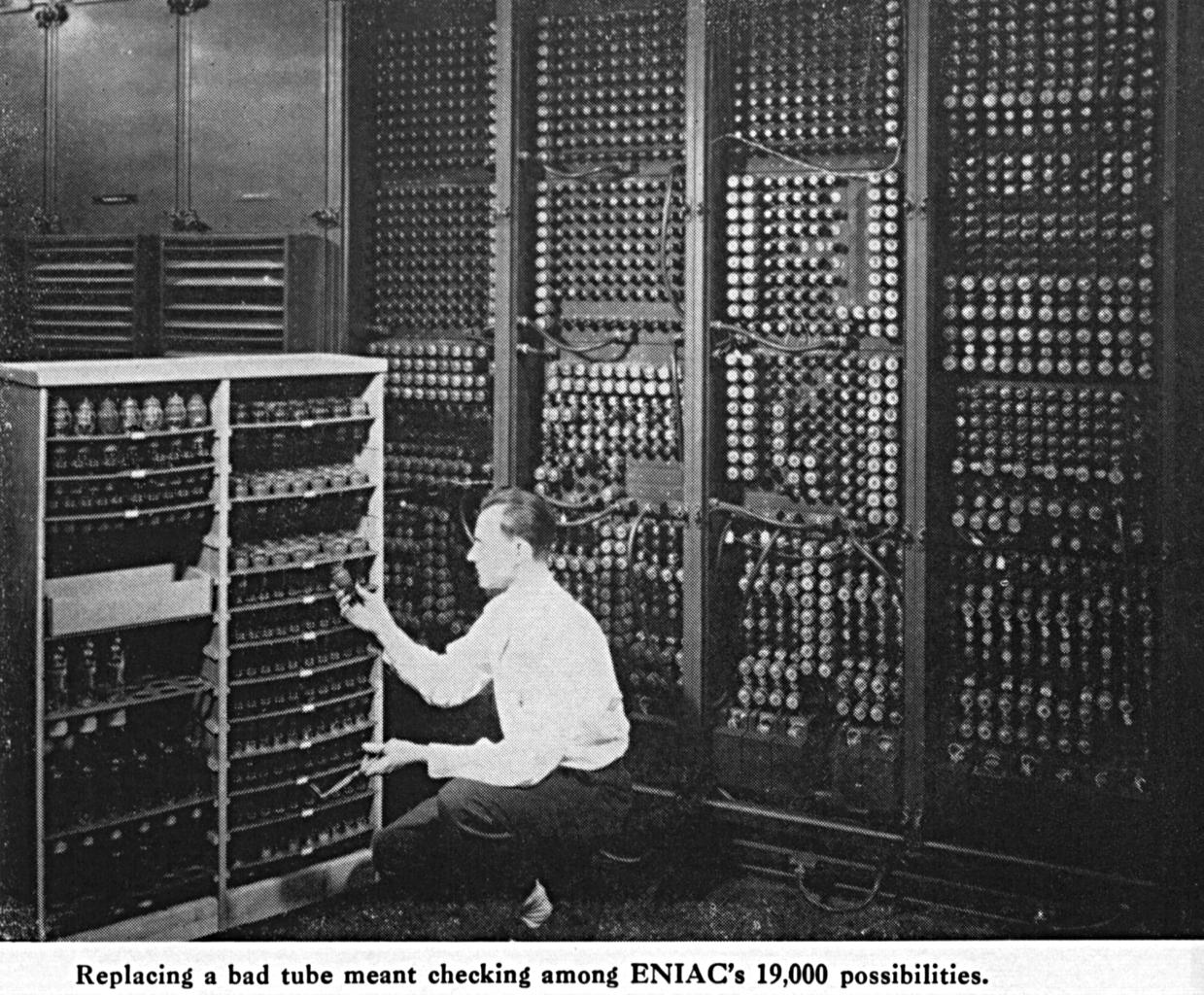
Un technicien en train de changer un tube de l'ENIAC
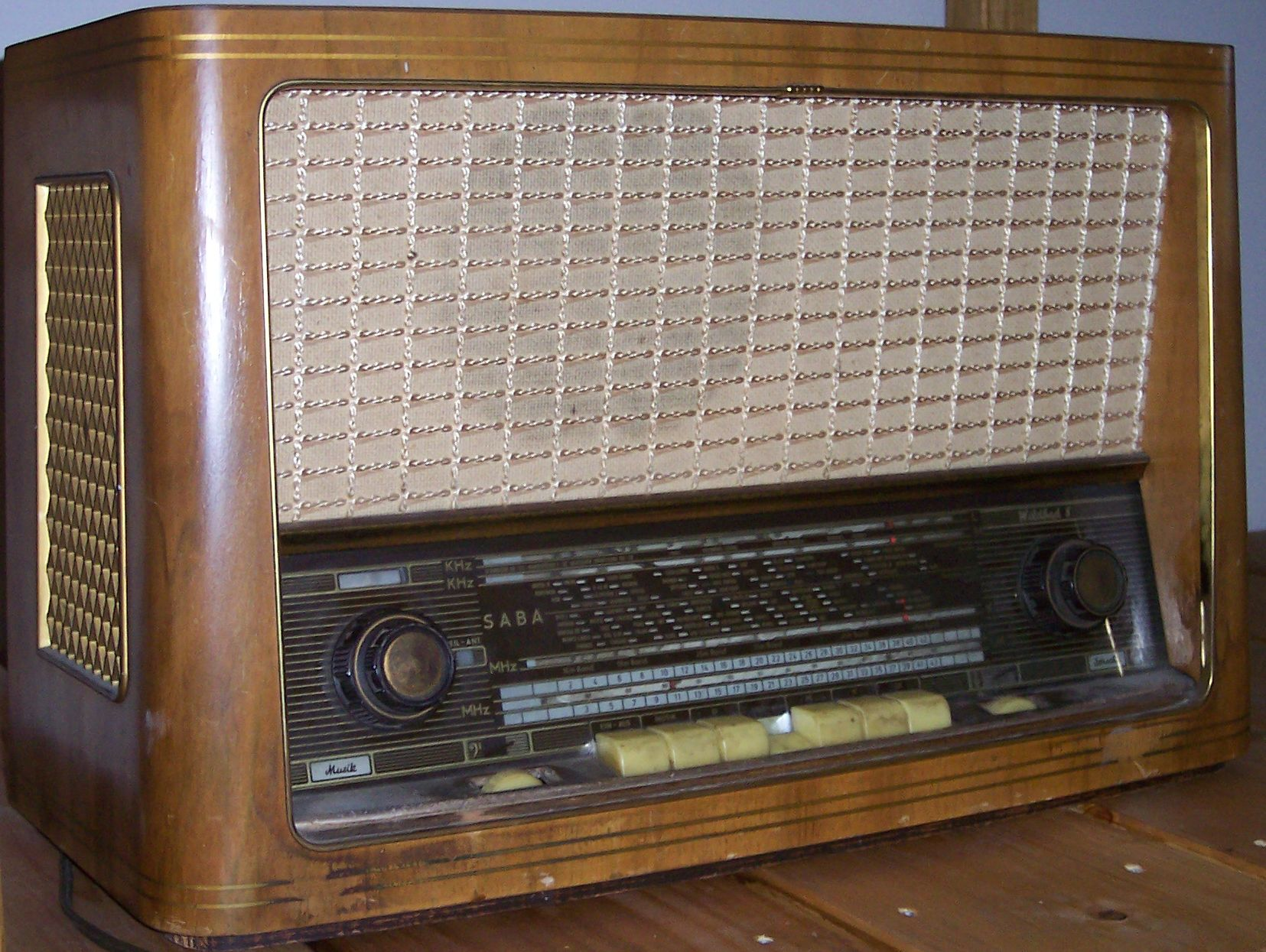
Récepteur radio des années 1950
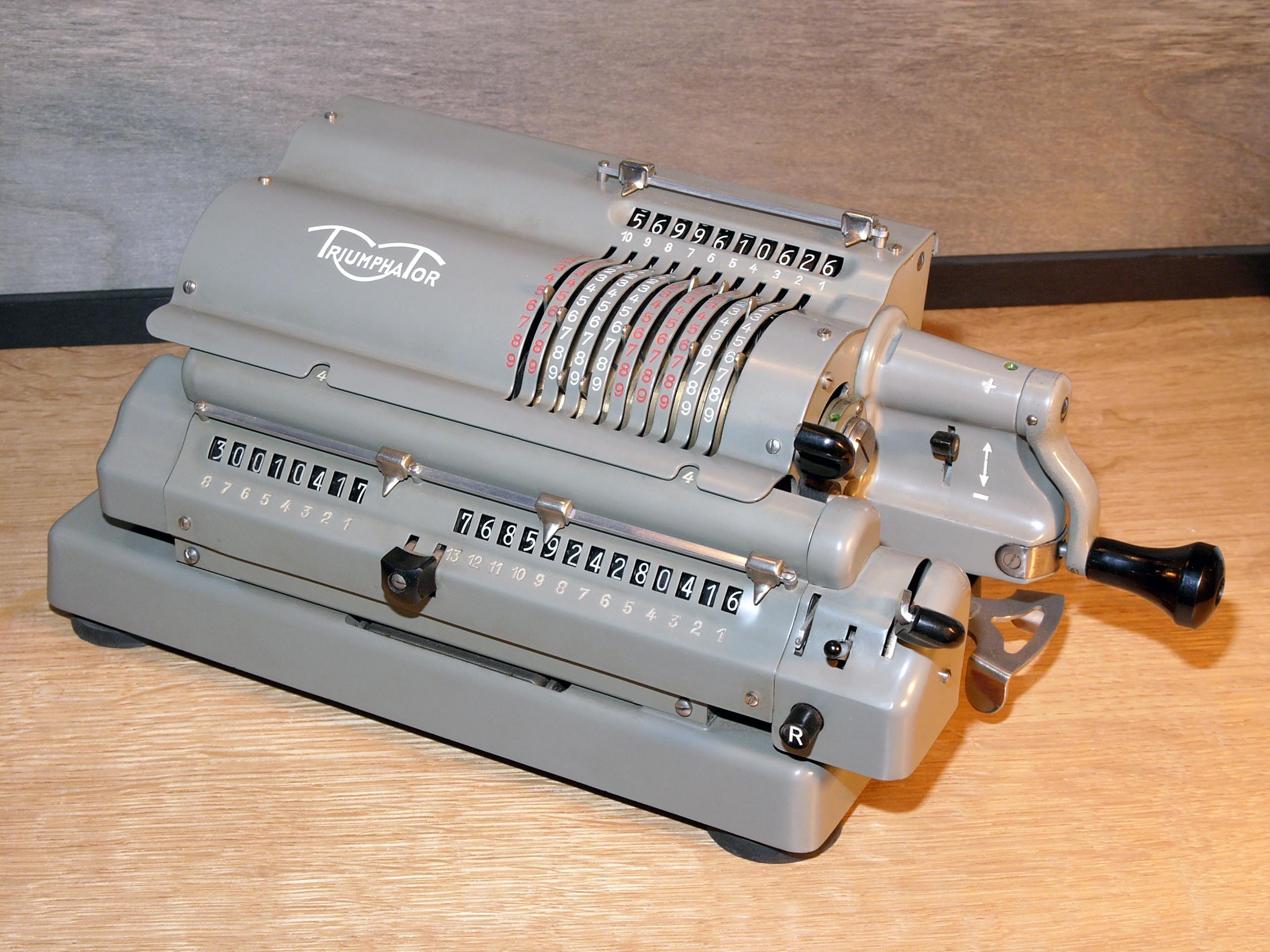
Calculatrice à curseurs Triumphator CRN1 de 1958
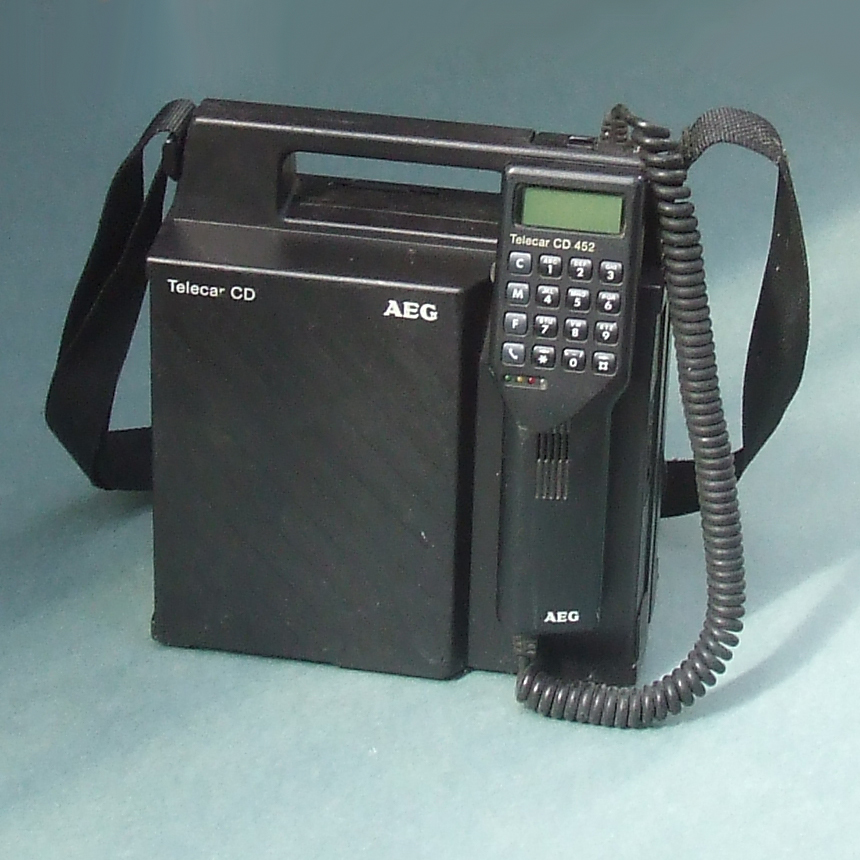
Téléphone portable des années 1980 fabriqué par AEG
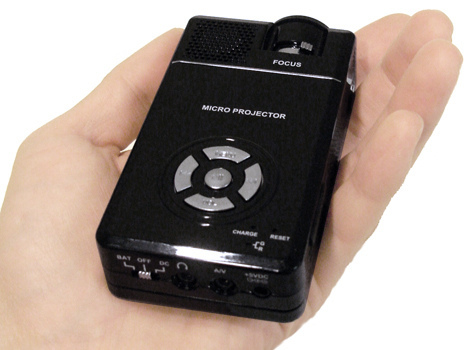
Picoprojecteur Aaxatech P1 de 2009

## Avantages
La miniaturisation permet la réduction :
- de l’espace occupé : les éléments qui prennent moins de place sont plus désirables que les articles qui sont de plus en plus volumineux, car ils sont plus faciles à transporter, faciles à stocker et souvent plus pratiques à utiliser ;
- du poids - allègement ;
- des prix ;
- de la consommation d’énergie ;
- de la consommation de matière.

Elle permet aussi la production d'appareils multifonctionnels : la miniaturisation des composants électroniques permet aux téléphones d'acquérir des fonctions jusqu'alors réservées aux ordinateurs.

## Inconvénients
La miniaturisation rend beaucoup plus complexe l'opération de séparation des métaux lors du recyclage, ce qui limite d'autant l'avantage obtenu par les économies en matière et en énergie. Dans le cas des nanotechnologies, le recyclage des nano-éléments est quasi impossible.
À puissance égale, l'échauffement des circuits électroniques miniaturisés est plus important, la surface d'échange étant réduite. La ventilation d'un petit système est aussi moins efficace (ex. : ordinateur portable comparé à une « tour » équipée de grands ventilateurs).

## Limites

### Taille des touches d'un clavier

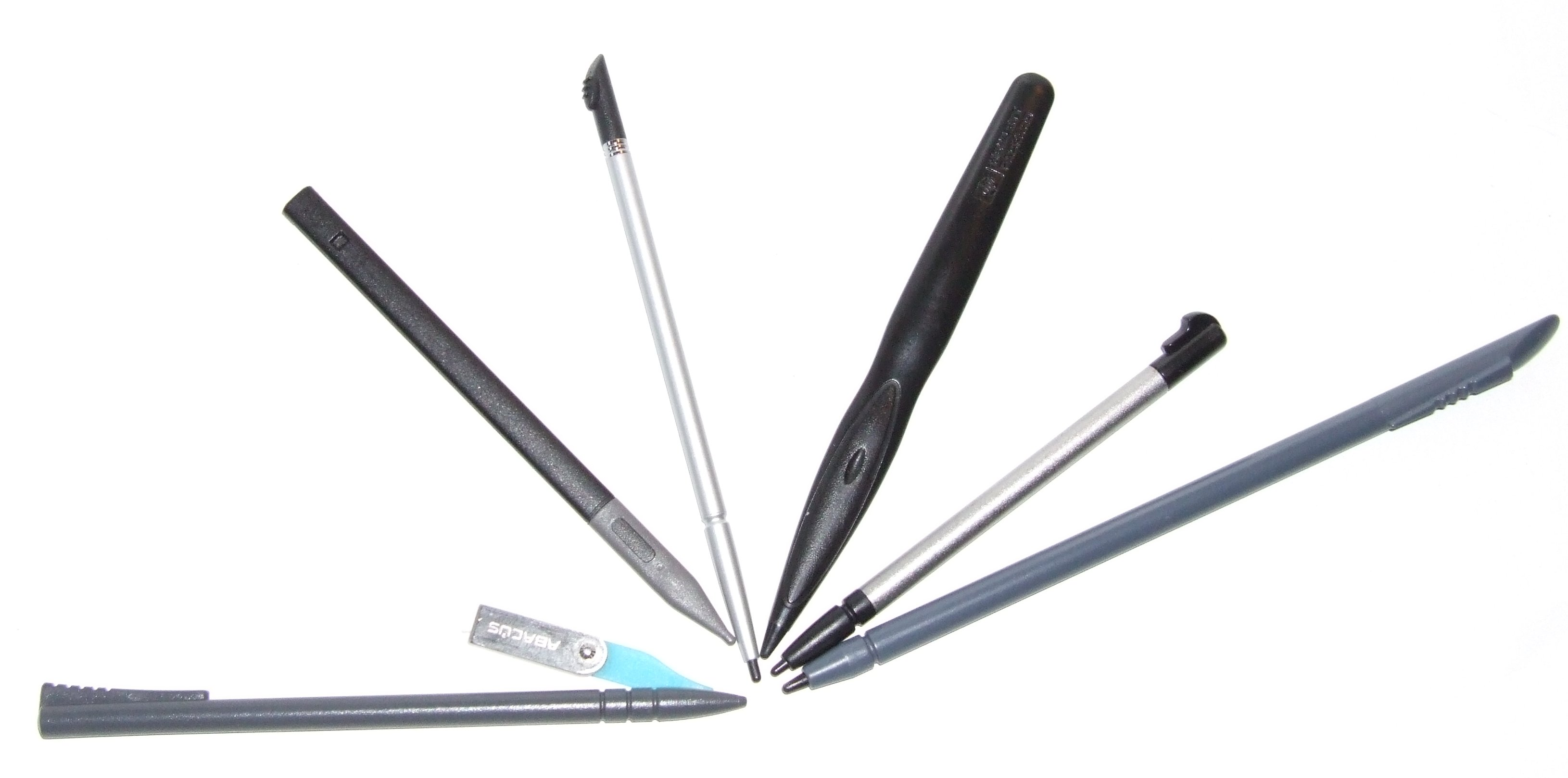
Différents stylets, de gauche à droite : PalmPilot Professional, Fossil Wrist PDA, Nokia 770, Audiovox XV6600, Jornada 520, Zaurus 5500, Fujitsu Lifebook P-1032

Pour assurer la facilité d'utilisation, les touches d'un clavier doivent avoir une certaine taille minimale. Dans de nombreux cas - tels que les téléphones mobiles - cette limite est presque dépassée.
Les solutions possibles sont :
- les claviers rabattables ou repliables (pour certains ordinateurs portables, appareils photos numériques, etc.) ;
- l'utilisation de touches miniaturisées avec un stylet ;
- les usages multiples d’une même touche ;
- l'utilisation de claviers virtuels qui peuvent s'afficher sur les écrans tactiles.

### Taille des écrans
Pour travailler longtemps et confortablement devant un écran d'ordinateur, il doit avoir une diagonale d'au moins 12 pouces (environ 30 cm). Pour les appareils photos, ils doivent être de 5 cm environ. Certains fabricants ont poussé la miniaturisation, au point que l'arrière de l'appareil est principalement occupé par l'écran.